# PGAP2
PGAP2 (англ. Post-GPI attachment to proteins 2) – білок, який кодується однойменним геном, розташованим у людей на 11-й хромосомі. Довжина поліпептидного ланцюга білка становить 254 амінокислот, а молекулярна маса — 29 400.
| 10         |  | 20         |  | 30         |  | 40         |  | 50         |
| ---------- |  | ---------- |  | ---------- |  | ---------- |  | ---------- |
| MYQVPLPLDR |  | DGTLVRLRFT |  | MVALVTVCCP |  | LVAFLFCILW |  | SLLFHFKETT |
| ATHCGVPNYL |  | PSVSSAIGGE |  | VPQRYVWRFC |  | IGLHSAPRFL |  | VAFAYWNHYL |
| SCTSPCSCYR |  | PLCRLNFGLN |  | VVENLALLVL |  | TYVSSSEDFT |  | IHENAFIVFI |
| ASSLGHMLLT |  | CILWRLTKKH |  | TVSQEDRKSY |  | SWKQRLFIIN |  | FISFFSALAV |
| YFRHNMYCEA |  | GVYTIFAILE |  | YTVVLTNMAF |  | HMTAWWDFGN |  | KELLITSQPE |
| EKRF       |  |            |  |            |  |            |  |            |

A: Аланін

C: Цистеїн

D: Аспарагінова кислота

E: Глутамінова кислота

F: Фенілаланін

G: Гліцин

H: Гістидин

I: Ізолейцин

K: Лізин

L: Лейцин

M: Метіонін

N: Аспарагін

P: Пролін

Q: Глутамін

R: Аргінін

S: Серин

T: Треонін

V: Валін

W: Триптофан

Задіяний у такому біологічному процесі, як альтернативний сплайсинг. 
Локалізований у мембрані, ендоплазматичному ретикулумі, апараті гольджі.